# یواس‌اس تنسی (بی‌بی-۴۳)
یواس‌اس تنسی (بی‌بی-۴۳) (به انگلیسی: USS Tennessee (BB-43)) یک کشتی بود که طول آن ۶۲۴ فوت (۱۹۰ متر) بود. این کشتی در سال ۱۹۱۹ ساخته شد.